# Йонг, Эмма
Йонг Ой-Мун Эмма (англ. Yong Oi-Mun Emma; 20 января 1975 — 2 мая 2012) — сингапурская актриса.

## Биография
За свою многолетнюю карьеру Эмма снялась лишь в 2-х фильмах, по большей степени работала в театрах и была довольно успешной сингапурской театральной актрисой.
В январе 2011 года Эмме был поставлен диагноз — рак желудка, несколько месяцев спустя она вышла замуж за своего давнего возлюбленного — дизайнера интерьера Джерри Лима, а 2 мая 2012 года скончалась после 17-месячной болезни в 37-летнем возрасте.